# ريتشارد بيرغ
ريتشارد بيرغ (بالسويدية: Johan Edvard Bergh)‏ هو رسام سويدي، ولد في 28 ديسمبر 1858 في City of Stockholm (former municipality) ‏ في السويد، وتوفي في 29 يناير 1919 في أبرشية ناكا ‏ في السويد.

## معرض صور

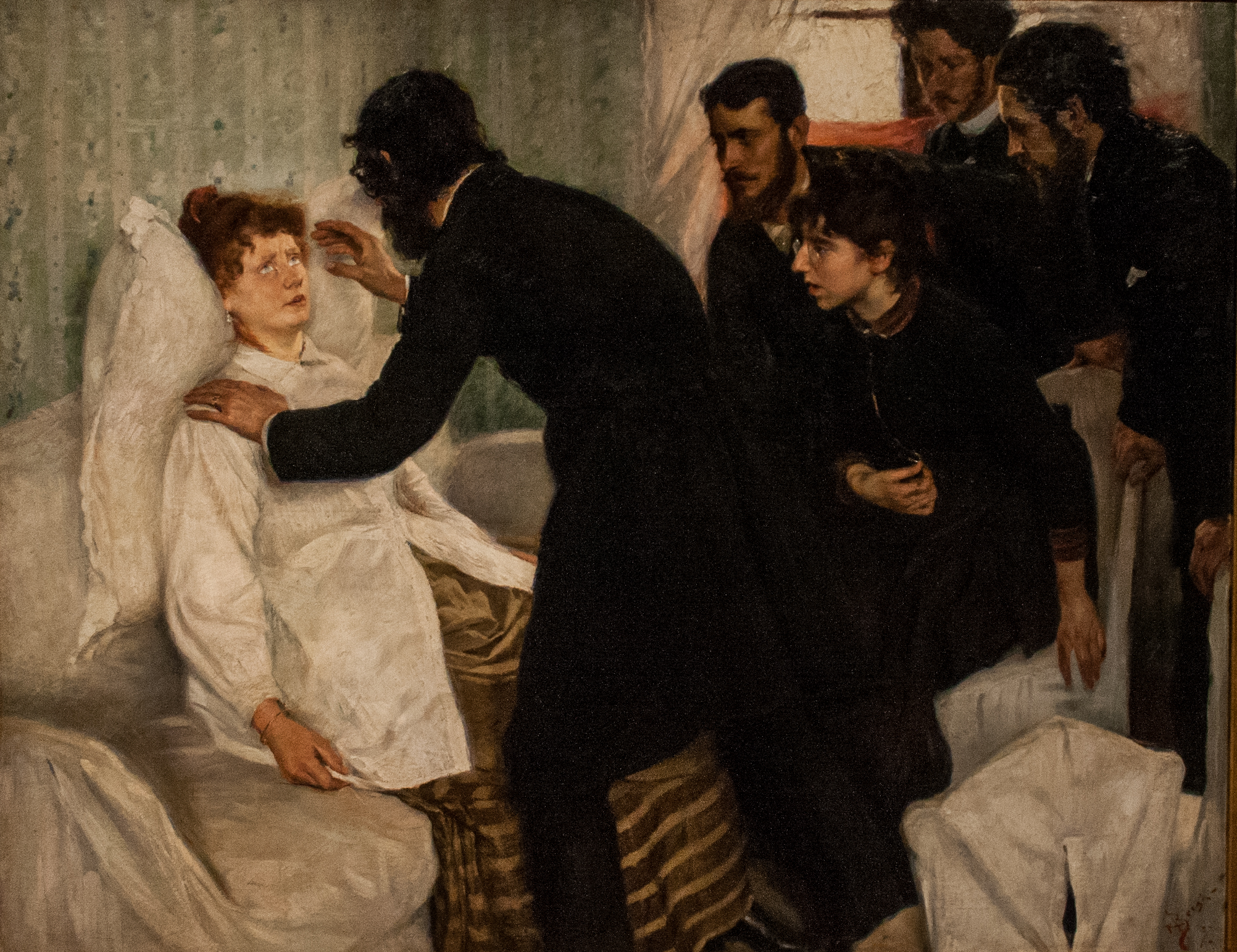
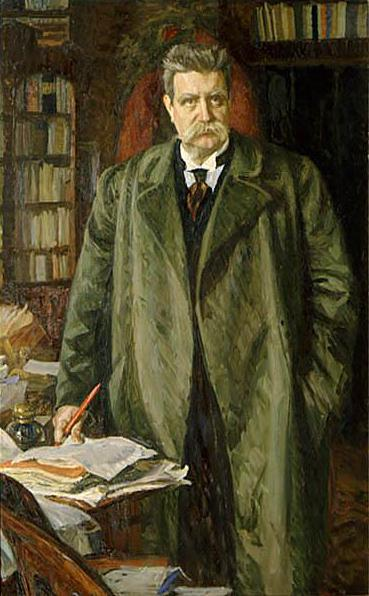
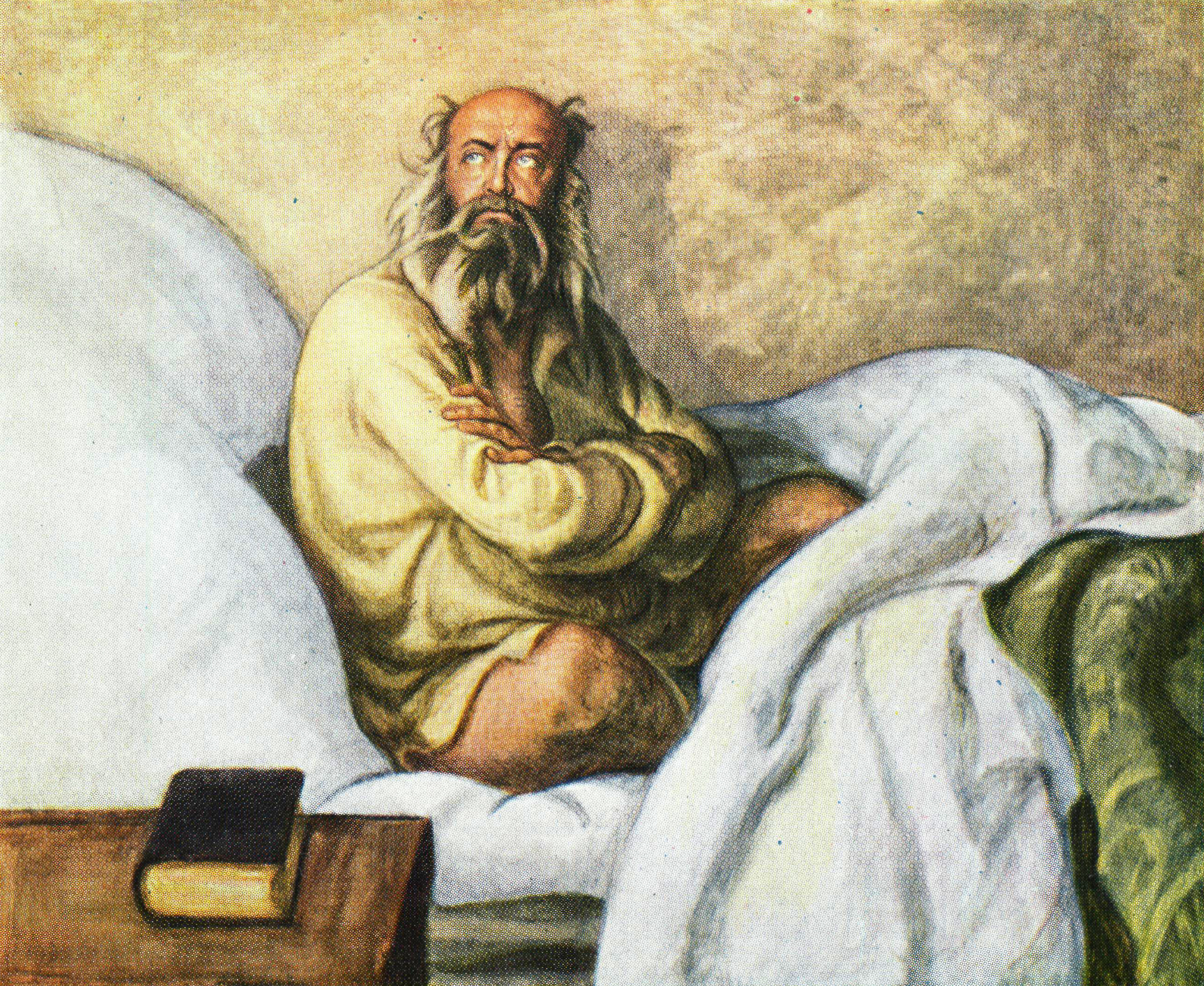
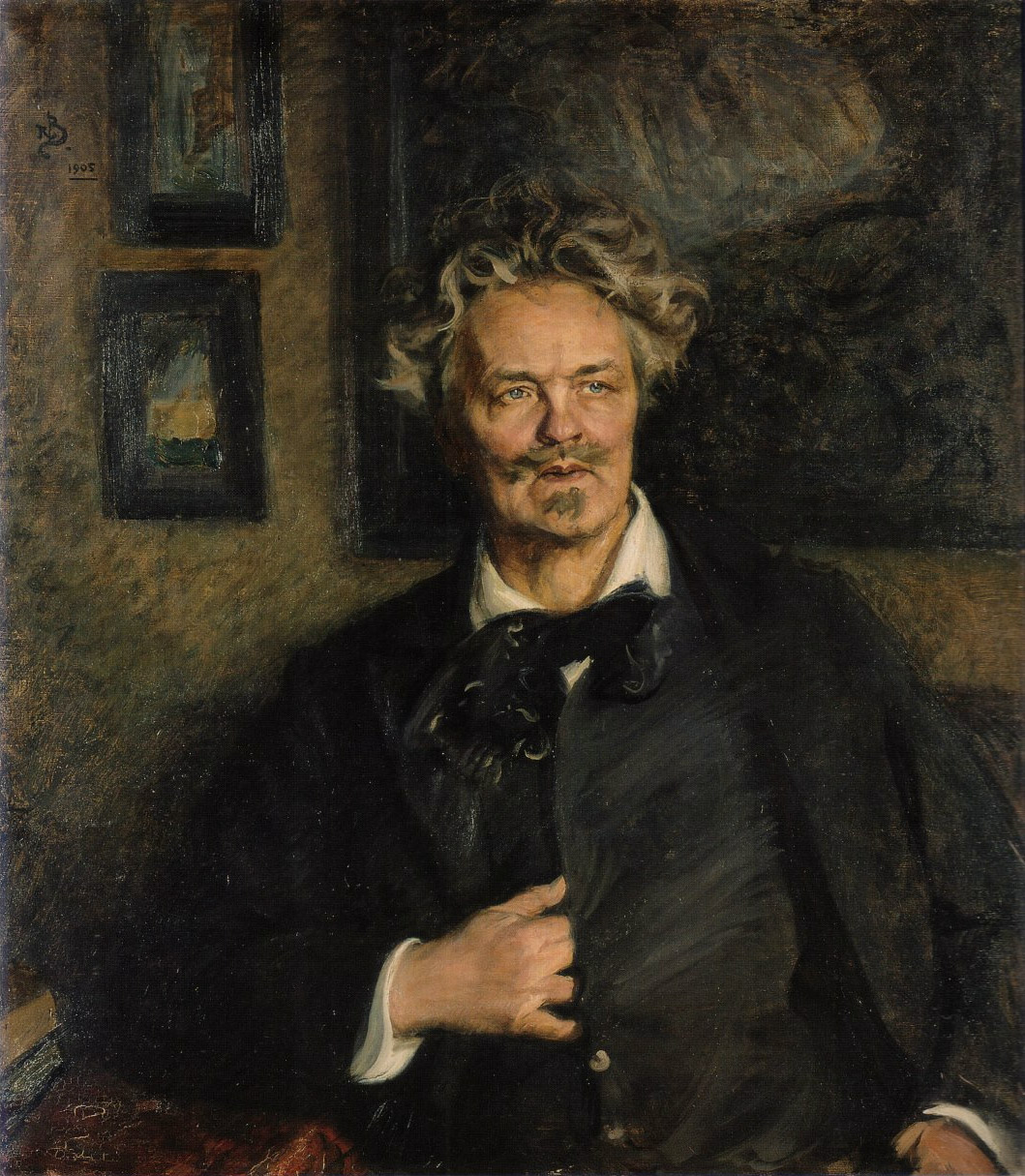
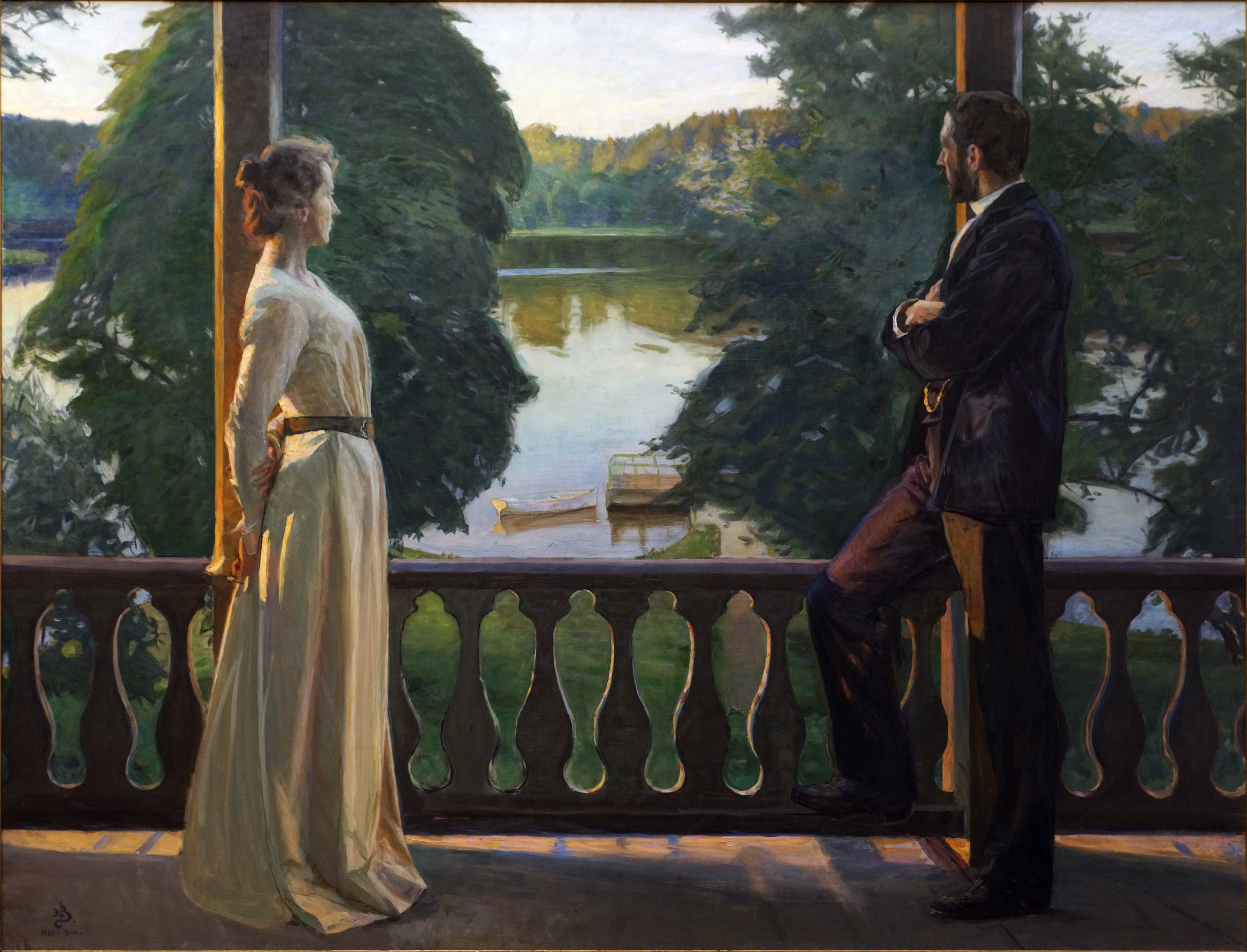
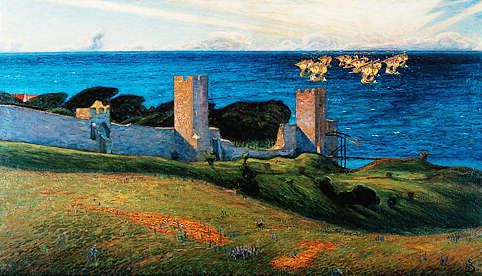